# Ordre national (Côte d'Ivoire)
L'ordre national de la république de Côte d'Ivoire est un ordre honorifique ivoirien créé en 1960 pour récompenser le mérite personnel et les services éminents rendus à la nation. Il s'agit de l'ordre le plus élevé du pays.

## Historique
L'ordre national est créé le 10 décembre 1960 (loi no 60-406) puis modifié par la loi no 61-207 du 12 juin 1961.
Le grand maître de l'ordre est le président de la république de Côte d'Ivoire(actuellement Alassane Ouattara) et, à partir du 18 mai 2011, la grande chancelière de l'ordre est Henriette Diabaté. En octobre 2023, Ally Coulibaly est nommé grand chancelier de l'ordre.

## Composition
L'ordre comporte trois grades et deux dignités.

### Grades
- Chevalier
- Officier
- Commandeur

| Chevalier | Officier | Commandeur |

### Dignités
- Grand officier
- Grand-croix

| Grand officier | Grand-croix |

Insignes.
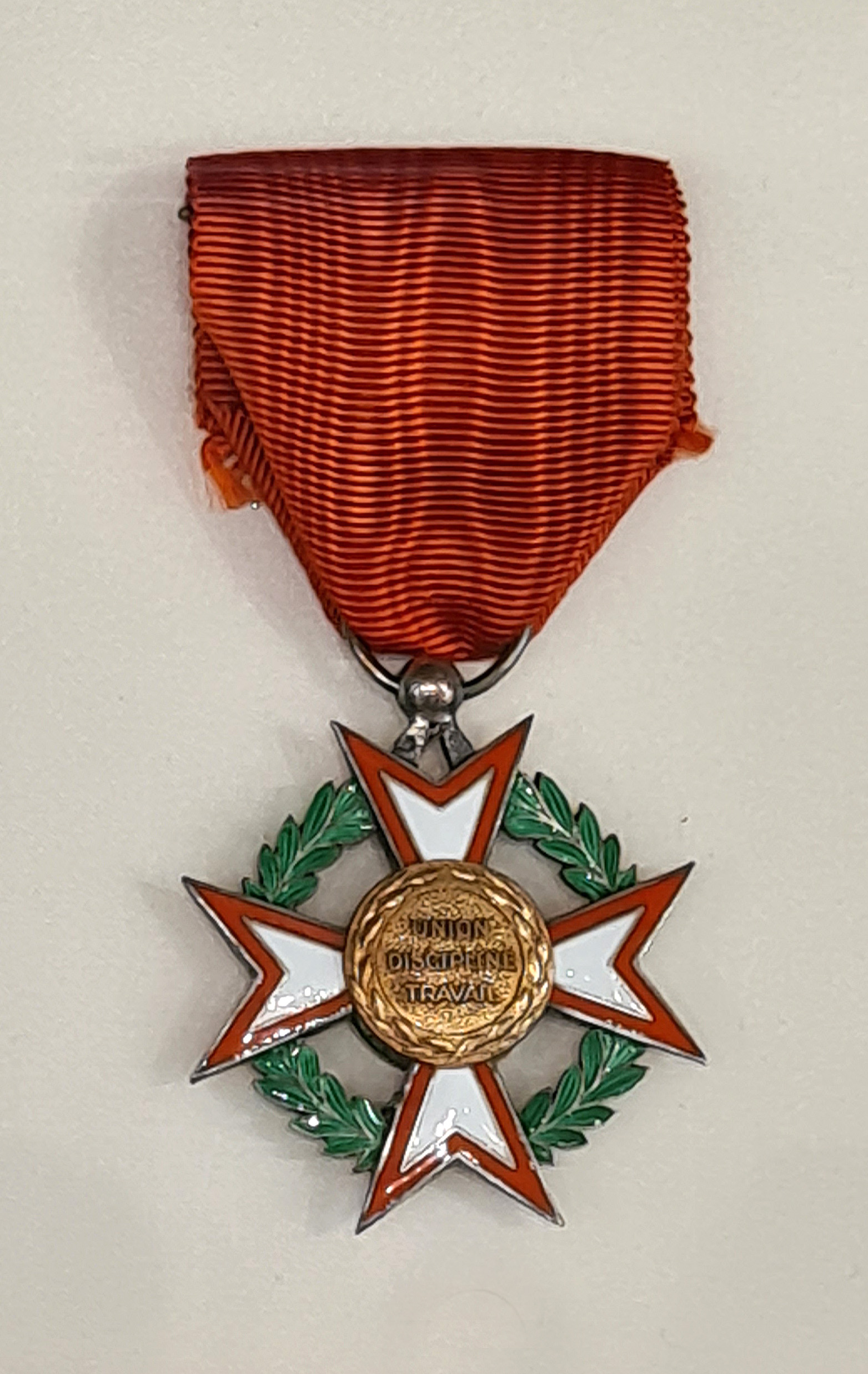
Chevalier[5].
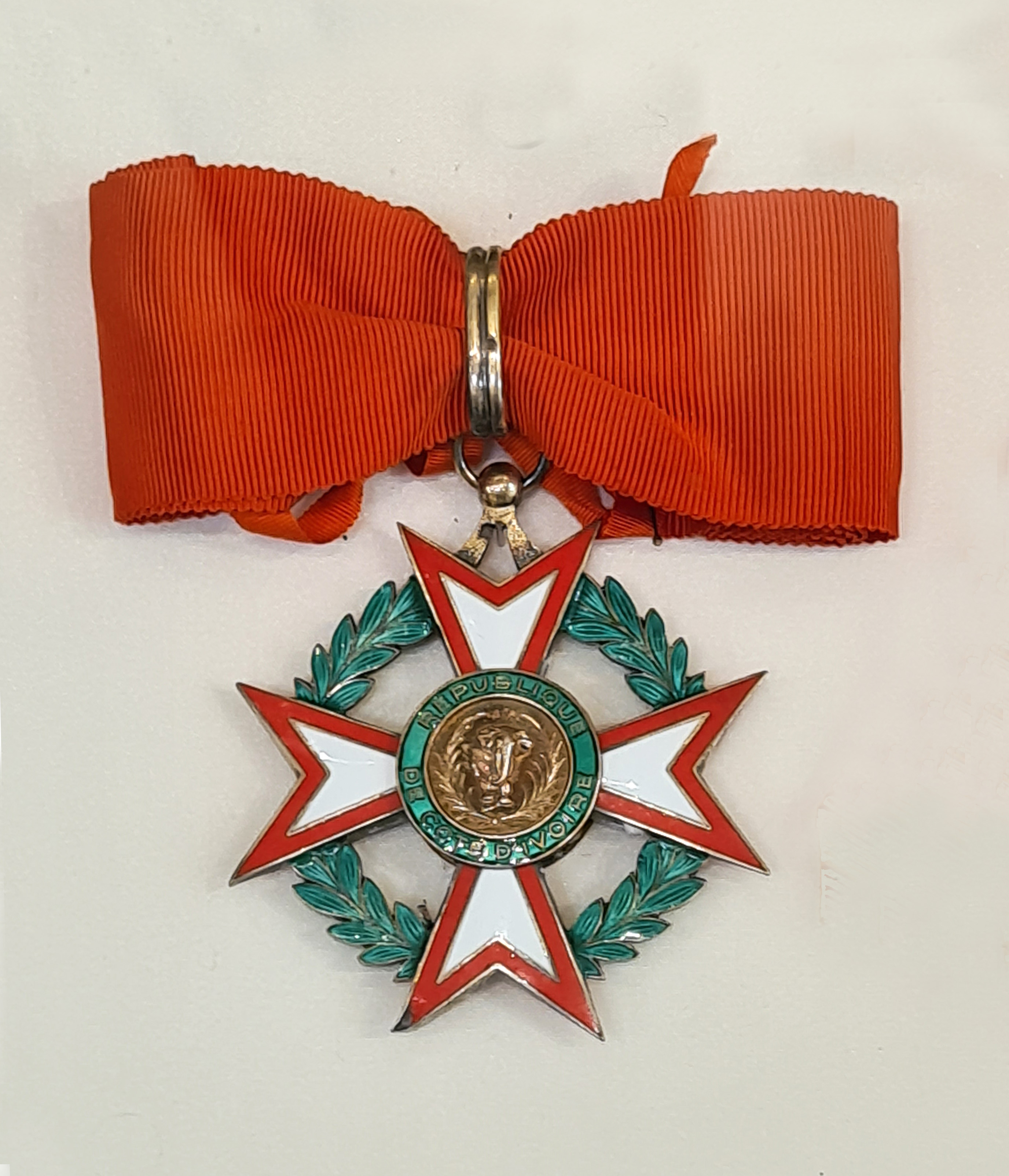
Commandeur[5].
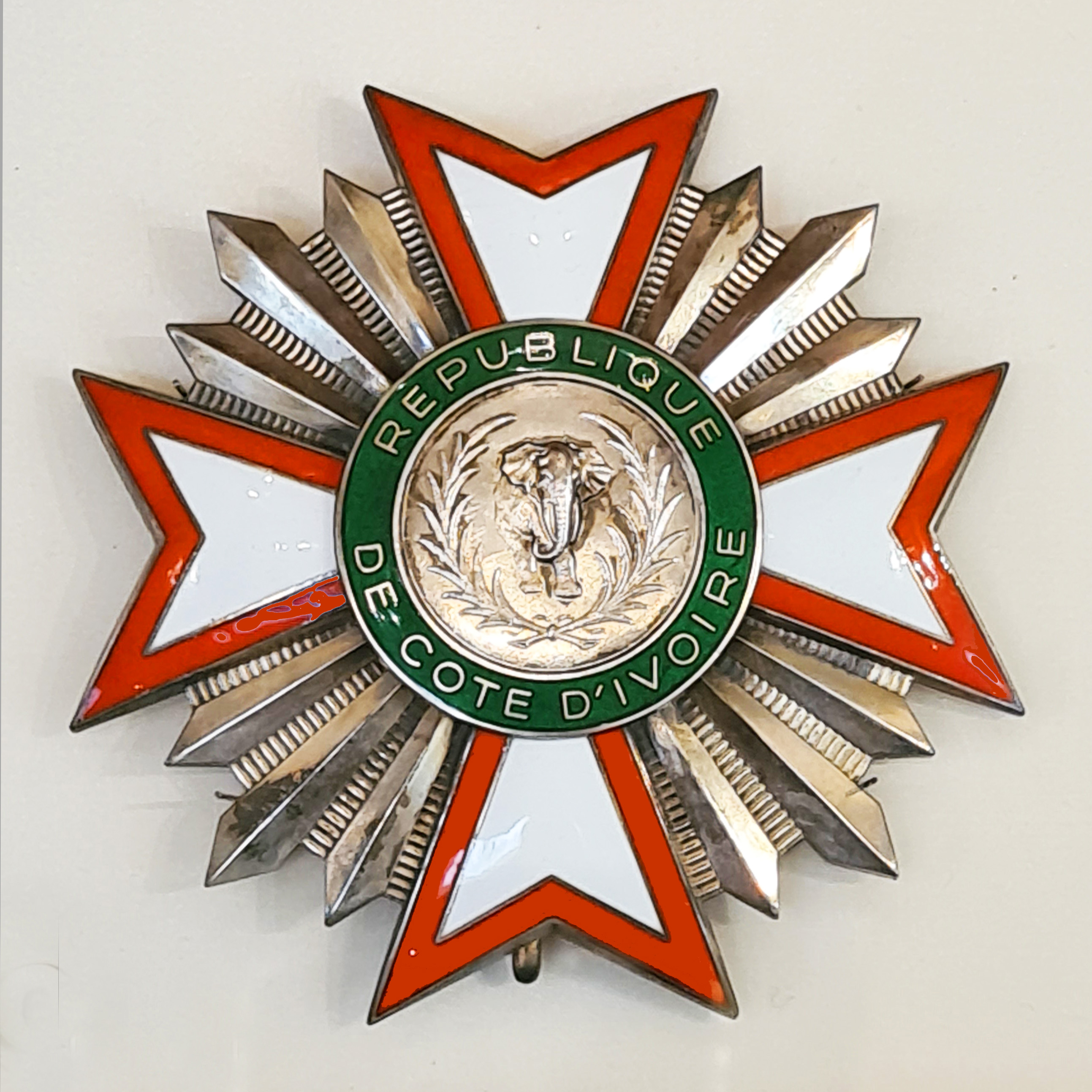
Grand-croix[5].

## Récipiendaires

### Grand-croix
- Emmanuel Macron, grand-croix, président de la République française
- Nicolas Sarkozy, grand-croix, président de la République française
- Hamed Bakayoko, grand-croix, Premier ministre de Côte d'Ivoire[6]
- Amadou Gon Coulibaly, grand-croix, Premier ministre de Côte d'Ivoire

- Amadou Soumahoro, grand-croix.

### Grand officier
- Mohamed Ennaceur, grand officier, président de la République tunisienne
- Jeanne Gervais, première femme ministre de la Côte d'Ivoire
- Alain Belkiri, secrétaire général du gouvernement de la république de Côte d'Ivoire sous Félix Houphouët-Boigny du 20 mai 1958 au 30 novembre 1990
- Guy Nairay, directeur de cabinet de Félix Houphouët-Boigny, président de la république de Côte d'Ivoire, de 1960 à 1993.

### Commandeur
- Paul Kaya, ministre congolais, membre de l'ONU
- Brigitte Macron, épouse du président de la République française
- Michel Raingeard, député français
- Issam Fakhry, directeur supermarchés Prosuma en RCI

### Officier
- Paul-Siméon Ahouanan Djro, archevêque de Bouaké
- Jean-Luc Ruelle, sénateur français
- Marie-Ange Aka-Adjo, diabétologue[7]
- Hervé Renard, entraîneur de football
- Koné Colette, Administratrice du travail et des lois sociales[8]